# Armadillidium schulzi
Armadillidium schulzi là một loài chân đều trong họ Armadillidiidae. Loài này được Strouhal miêu tả khoa học năm 1929.